# 鷹の爪

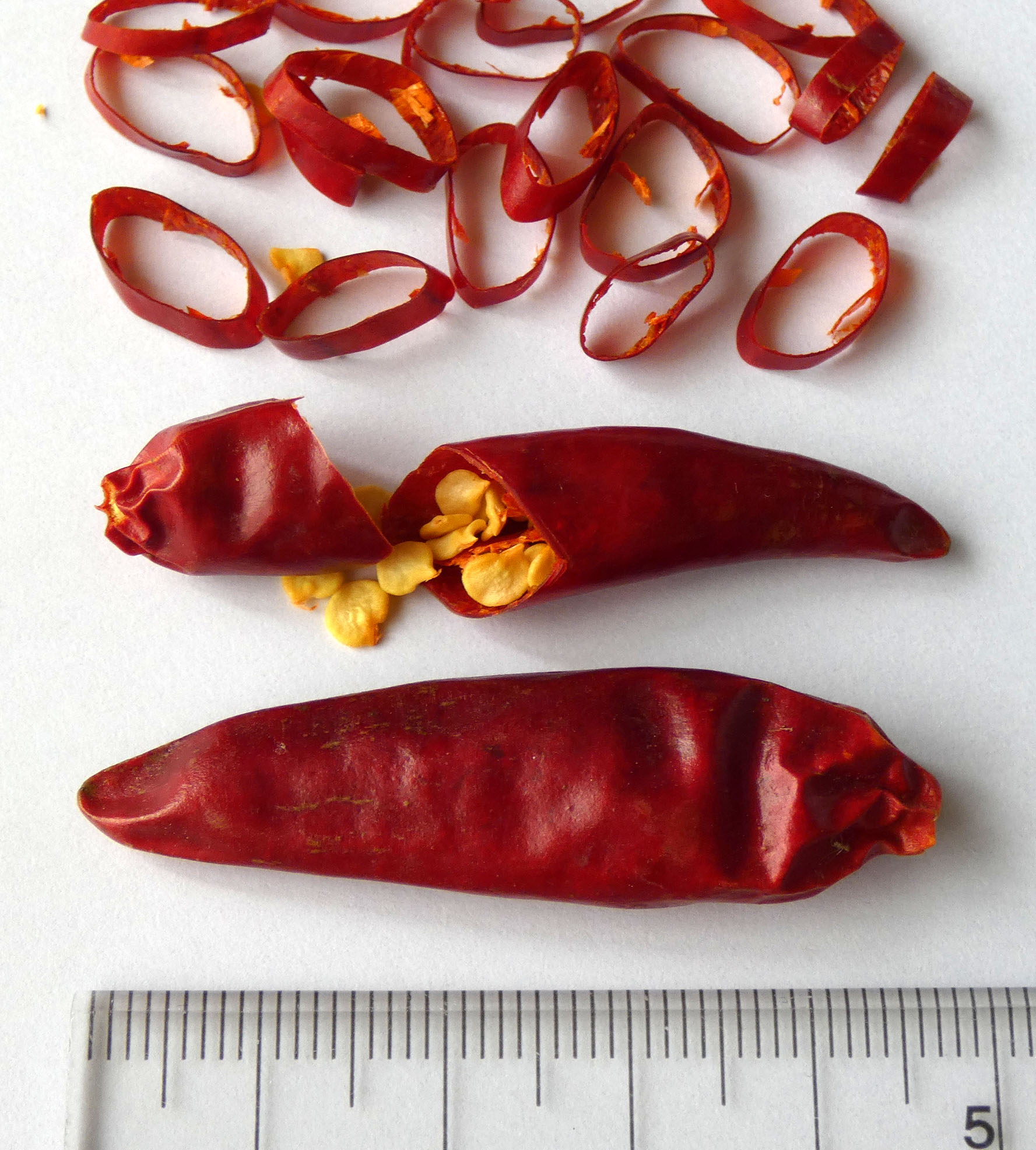

鷹の爪（たかのつめ）は、トウガラシ（唐辛子、Capsicum annuum）の日本における代表的な品種の一つである。
実は他の種類の唐辛子と比べて小さく、先が尖った紡錘形である。長さは3cm - 4.5cm。この形が鷹の鉤爪を連想させることから、この名がついた。熟すと鮮やかな赤色になる。乾燥させた実を丸ごと、あるいは輪切りや粉末にして香辛料として使う。粉末にした鷹の爪は一味唐辛子と呼ばれる。
平賀源内は『蕃椒譜』において、鷹の爪を「此種コトゴトク天ニ向ヒ 形基小クシテ愛スベキ風情ナレハ 衆人盆ニ植テ弄トス 其形鷹ノ爪ニ似タレハトテ名トス 味至香辣左ナカラ食スルニハ是ヲ第一トスベシ」と評した。2021年時点、日本国内で流通する唐辛子のほとんどは外国産や他の品種であり、「堺鷹の爪」が日本に唯一残る純系品種となっている。
鷹の爪は、一般に流通する品種「天鷹」の約3倍の辛さがあり、香りも良いとされる。鷹の爪1本（平均重量は約1g）には、約1mgのカプサイシンが含まれる。  
辛味が強く、特に種子が非常に辛いと言われるが、実際に辛いのは胎座の部分である。生の鷹の爪から胎座を取り除いた種子や果肉には辛いと感じるほどのカプサイシンは含まれていない。しかし、一般的に売られている鷹の爪は収穫後に乾燥させた物である場合がほとんどで、乾燥させることにより辛味は胎座から種子や果実に広がる。
米の中に入れておくと防虫効果を発揮するほか、金魚や熱帯魚などの観賞魚が罹患する病気の一つである白点病の初期、中期段階までの症状に効果を発揮する。